# آب‌بند (غزنی)
آب‌بند که به زبان محلی آو بند نیز تلفظ می‌شود، یک منطقهٔ روستایی در افغانستان است که در ولایت غزنی واقع شده‌است.